# Carmen Puelma
Carmen Enriqueta Puelma Accorsi (Santiago, 8 de septiembre de 1933 - Santiago, 27 de diciembre de 2009) fue una periodista chilena.

## Trayectoria profesional
Luego de realizar algunos estudios de decoración y enfermería, en 1964 entró a la carrera de periodismo en la Pontificia Universidad Católica de Chile, de donde egresó en 1969.
Ese mismo año ingresó a Radio Cooperativa, donde se desempeñó como jefa de Informaciones y directora de prensa hasta 1973. Durante ese periodo también fue presentadora de la radio, destacando su programa político Las mujeres también improvisan —en clara referencia al programa A esta hora se improvisa de Canal 13, cuyo panel estaba compuesto únicamente por hombres— que realizó junto a Patricia Guzmán, Silvia Pinto y Raquel Correa, entre otras, y que era reconocido por su férrea oposición al gobierno de Salvador Allende.
Tras el golpe de Estado del 11 de septiembre de 1973 fue nombrada agregada cultural y de prensa en Washington, Estados Unidos (1973-1974) y París, Francia (1974-1976). Al regresar a Chile se unió a Televisión Nacional de Chile (TVN), canal en que fue comentarista y, desde 1982, presentadora del noticiero matinal. Recibió el premio Lenka Franulic en 1983. Posteriormente trabajó en Universidad de Chile Televisión.
En prensa escrita trabajó en la revistas Eva, donde fue directora entre 1971 y 1973 e Ideas para su hogar entre 1976 y 1978, y los diarios La Tercera —donde fue columnista y reportera de economía— y El Cronista.
También trabajó en radio Agricultura, donde fue parte del comité de prensa, y en la Asociación Chilena de Seguridad (ACHS) como asesora de comunicaciones. En 1994 la ACHS instauró el premio Carmen Puelma en su honor.

## Vida personal
Fue hija de Luis Enrique Puelma Lara y Teresa Accorsi Theuthron. Tuvo siete hermanos y fue la mayor de ellos; el segundo fue el abogado y académico Álvaro. Contrajo matrimonio en dos ocasiones: el primero con el arquitecto Gustavo Krefft Hoffman, unión que duró 14 años y de la cual nacieron dos hijos, Gustavo y Gonzalo; y el segundo con el industrial Pablo Grand Grazioli.
El 14 de julio de 1986 sufrió un accidente cerebrovascular que la dejó en silla de ruedas y la obligó a abandonar todas sus actividades profesionales. Falleció en 2009 a causa de un cáncer pulmonar.